# Луїса Боржес
Луїса Боржес (порт. Luisa Borges, 20 квітня 1996) — бразильська синхронна плавчиня.
Учасниця Олімпійських Ігор 2016 року, де в змаганнях груп посіла 6-те місце.